# Ideario. La Democracia Cristiana en América Latina
Ideario. La Democracia Cristiana en América Latina es un libro de 1970 que recoge las reflexiones, conferencias y discursos de Rafael Caldera acerca de la corriente política democristiana en el ámbito latinoamericano.

## Historia
Fue publicado cuando Caldera ejercía su primer año en la presidencia de Venezuela, como parte de la «Colección Demos» de Ediciones Ariel, en el que se reunieron clásicos del pensamiento político, social y económico occidental, entre los que destacan títulos de: Karl Marx, John Kenneth Galbraith, Maurice Duverger, Hugh Thomas y Salvador Giner, entre otros. La selección de los textos y las notas introductorias fueron hechas por su hijo, el abogado y filósofo, Rafael Tomás Caldera. El prólogo es del pensador brasileño Alceu Amoroso Lima. En la contraportada de la obra se avisa que esta es «una introducción básica al pensamiento político de Rafael Caldera». Fue presentado el 26 de enero de 1971 en el Hotel Ávila de Caracas, por Pedro Grases y Rafael Tomás Caldera.